# Ivanka Devátá
Ivanka Devátá (* 27. listopadu 1935 Praha) je česká herečka a spisovatelka.

## Životopis
Jejím otcem byl hudební skladatel a dirigent Antonín Devátý narozený ve Skutči 12. června 1903, matkou dcera kartáčníka a provozovatelky mandlu. Dětství strávila v Brně, po maturitě na plzeňském gymnáziu absolvovala studium herectví na DAMU (1958) a nastoupila do angažmá v Realistickém divadle Zdeňka Nejedlého v Praze, kde působila až do svého odchodu do důchodu v roce 1991.
Na své mateřské scéně ztvárnila řadu divadelních rolí domácího i klasického světového repertoáru, zpočátku dívčích, později charakterních i komediálních ženských postav překypujících temperamentem, výřečností a rázností. Její herecké umění využil rozhlas, film a televize, v roce 2012 získala Cenu Františka Filipovského za celoživotní mistrovství v dabingu.
Po odchodu z divadla zahájila svou úspěšnou literární kariéru, do roku 2013 publikovala v několika vydáních 13 prozaických knih, čerpajících většinou z vlastních životních zážitků a divadelní praxe. Její povídky a fejetony nacházejí uplatnění v tisku i rozhlase.

## Divadelní role, výběr
- 1966 William Shakespeare: Komedie omylů, Luciana, Realistické divadlo, režie Karel Palouš
- 1985 Vasilij Šukšin: Čáry na dlani, účetní, Realistické divadlo, režie Miroslav Krobot
- 1987 Edvard Radzinskij: Lunin aneb Jakubova smrt, zaznamenaná v přítomnosti pána, Realistické divadlo Zdeňka Nejedlého, překlad: Alena Morávková, scéna a kostýmy: Otakar Schindler, dramaturgie: Vlasta Gallerová, režie: Miroslav Krobot, hráli: Jiří Adamíra, Ladislav Potměšil, Jiří Klem, Jorga Kotrbová, Ivanka Devátá, Miloš Hlavica, Ladislav Kazda, Karel Pospíšil, Jiří Mikota, Jan Vlasák nebo Zdeněk Žák, Stanislav Hájek. Československá premiéra 12. března 1987.

## Filmografie, výběr
- 2012
  - Školní výlet
- 2007
  - Velmi křehké vztahy
- 2006
  - Nadměrné maličkosti: Učitelky s praxí
- 2004
  - Rodinná pouta
- 1994
  - O zvířatech a lidech
- 1993
  - Anička s lískovými oříšky
- 1991
  - Pochodeň
- 1989
  - Případ pro zvláštní skupinu
- 1986
  - O Popelákovi
- 1985
  - Synové a dcery Jakuba skláře
- 1983
  - Stopy zločinu: Alibi jako řemen
- 1980
  - Nezralé maliny
- 1979
  - Dnes v jednom domě
  - Kdo přichází před půlnocí
- 1978
  - Cesta domů
  - Polská krev
  - Stopař
- 1977
  - Nemocnice na kraji města
- 1975
  - Vlčí halíř
- 1974
  - Padla kosa na kámen
  - 30 případů majora Zemana
- 1972
  - Pohádkový zeměpis
  - Svatá noc
- 1970
  - Velká neznámá
- 1968
  - Hříšní lidé města pražského
  - Nejlepší ženská mého života
- 1967
  - Amatér
  - Obrácení Ferdyše Pištory
- 1965
  - Samota
- 1964
  - Táto, sežeň štěně!
- 1963
  - I. třída
- 1960
  - Černá sobota
- 1959
  - Mstitel
  - Rodina Bláhova
- 1958
  - Povodeň
- 1957
  - V proudech

## Osobní život
Ivanka Devátá je bývalá manželka herce a malíře Miloše Hlavici a herce Josefa Vinkláře, matka Marka Hlavici a Adama Vinkláře.